# 金路易
金路易（法語發音：[lwi dɔʁ] ) 是多种面值的法国金币的统称，由路易十三于 1640 年首次发行。这个名字来源于金币正面的路易国王肖像；金币背面则是法国王室徽章。在法国大革命时期，这种金币被法国法郎取代，后来又被同等价值的金拿破仑取代。金路易的实际价值根据货币和财政政策而波动（参见图尔里弗尔）。
1640年发行的金路易包含了五种面额：半路易、一路易、两路易、四路易和八路易。  1793 年后仅有半路易、一路易和两路易。 

## 路易十三
金路易取代了自约翰二世以来（理论上）流通的法郎。实际上，17 世纪早期在法国流通的主要金币是西班牙的重 6.7 克的双埃斯库多（金路易是它一个明确的复制品）。
金路易解决了以前法国金币的几个问题：路易十三曾用纯度较高的 23K 金铸币，尽管查理五世在一个世纪前就已将 22K 金定为事实上的国际金币标准，高纯度金币的官方价值定得很低，以至于出口它们有利可图； 此外手工制作的金币可以从硬币的边缘刮掉一些金子获利。为了解决这些问题，来自列日的让·瓦兰（Jean Varin）在巴黎铸币厂安装了可以制造出完美的圆形硬币的机器。 新的半路易金币保持了旧的埃居金币的重量，但将其纯度降低至22K ，使其可以以五里弗尔的价值在市场上流通。而它的双倍面值的一路易金币具有与西班牙皮斯托勒金币相同的重量和纯度，后者是一种国际贸易货币。
路易十三时期的金路易尺寸约为 25 毫米，重量为 6.75 克。
- 正面：朝向右侧的国王头像，标语是“LVD XIII DG – FR ET NAV REX”，拉丁文：LVDOVICVS XIII DEI GRATIA FRANCIAE ET NAVARRAE REX ，路易十三，蒙神恩典的法兰西和纳瓦拉国王）。
- 背面：皇家花押字（4 个双“L”，顶部是带百合花的皇冠）和座右铭“CHRS REGN VINC IMP”，拉丁文：CHRISTVS REGNAT VINCIT IMPERAT，基督统治、征服和命令。
- 雕刻师： Jean Varin (1604–1672)

双路易尺寸为 28.5 毫米，重量为 13.47 克。 四路易的尺寸为 35 毫米，重量为 26.88 克。 10 路易的尺寸是 44 毫米，重量为 66.87 克。其中一枚在 2012 年以 210,000 欧元的价格售出，成为有史以来最昂贵的法国硬币。 半路易的尺寸为 20 毫米，重量为 3.34 克。 

## 路易十四

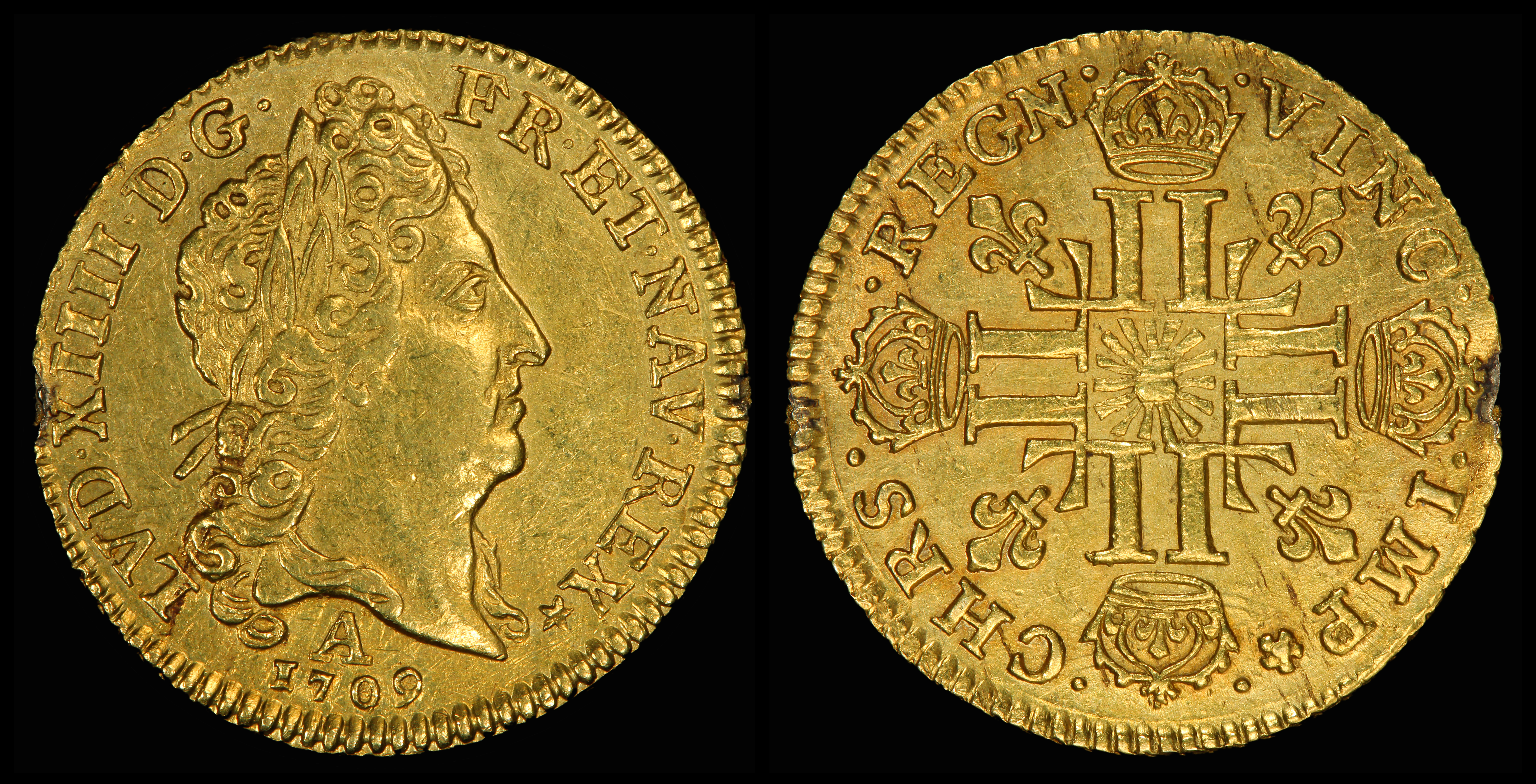
路易十四的金路易 (1709)

路易十四时期的金路易在大多数方面与其前身相似，尺寸为 25 毫米，重量为 6.75 克。
- 正面：朝向右侧的国王头像，标语是“LVD XIIII DG – FR ET NAV REX”，拉丁文：LVDOVICVS XIIII DEI GRATIA FRANCIAE ET NAVARRAE REX ，路易十四，蒙神恩典的法兰西和纳瓦拉国王）。
- 背面：皇家花押字（4 个双“L”，顶部是带百合花的皇冠）和座右铭“CHRS REGN VINC IMP”（“基督统治、征服和命令”）。
- 雕刻师：Jean Varin (1604–1672)

## 路易十五

路易十五的两路易金币 (1717)

在路易十五时期，当约翰·罗引入纸币时，金路易的铸币量最初有所减少。 1726 年，罗的制度失败，红衣主教弗勒里成为路易十五的首席法官后，法国恢复了稳健的货币政策，金路易的铸币量恢复到正常水平。金路易的重量增加到 8.1580 克，含金量为 0.2405 金衡盎司，重新估价为 20图尔里弗尔，并承诺维持这一估价。这一诺言一直保持到 1740 年，当时金路易重新估价为 24 图尔里弗尔 ，从而导致里弗尔贬值 20%。这是最后一次贬值，直到法国大革命用法郎取代金路易。 
- 正面：加冕的年轻头像。 1726 年金路易的价值稳定，以及 1740 年重新估价时，肖像画发生了显着变化。
- 背面：路易十五的早期造币有多种快速变化的背面图案。当 1726 年金路易币的价值稳定下来时，采用了将法国和纳瓦拉的纹章印在两个椭圆形上的图案。这种背面图案为硬币赢得了“Louis aux lunettes”的绰号，即戴眼镜的路易。
- 雕刻师：Norbert Roettiers (1703–1748)

## 路易十六

路易十六的金路易 (1788)

路易十六时期的金路易铸造于 1785 年至 1792 年之间，尺寸为 23 毫米，重量为 7.6490 克，纯度为 0.917，含金量为 0.2255 金衡盎司。 双路易尺寸为28.5 毫米，重量为 15.26 克。 
- 正面：朝向左侧的国王头像，标语“LVD XVI DG – FR ET NAV REX”，拉丁文：LVDOVICVS XVI DEI GRATIA FRANCIAE ET NAVARRAE REX ，路易十六，蒙神恩典的法兰西和纳瓦拉国王）。
- 背面：加冕的法国和纳瓦拉徽章。 [11]
- 雕刻师： B. Duvivier [13]

## “宪法”金路易
法国大革命期间有一种名为宪法金路易（Louis d'or constitutionnel）的硬币，是法兰西第一共和国的硬币，硬币上刻有“24 里弗尔”字样。

## 路易十八
与人们的预期相反，路易十八时期的 20 法郎金币不是金路易，而是金拿破仑。

### 引文
1. ↑  Cuhaj 2009，第403頁.
2. ↑  Cuhaj 2009，第375頁.
3. ↑  Cuhaj 2009，第375–403頁.
4. 1 2  Coins in History, John Porteous, p 210.
5. ↑  Historic Gold Coins of the World, Burton Hobson, p. 61.
6. ↑  .   [2023-04-24]. （原始内容存档于2017-09-04）.
7. ↑  .   [2023-04-24]. （原始内容存档于2017-09-04）.
8. ↑  .   [2023-04-24]. （原始内容存档于2017-09-04）.
9. ↑  Cuhaj 2009，第399頁.
10. ↑  Coins in History, John Porteous, p 216.
11. 1 2  Cuhaj 2009，第395頁.
12. ↑  .   [2023-04-24]. （原始内容存档于2017-09-04）.
13. ↑  Engel, Arthur. . E. Leroux. 1897: 39 （法语）.